# Кальдерон, Маркос
Ма́ркос Кальдеро́н Медра́но (исп. Marcos Calderón Medrano; 11 июля 1928, Лима — 8 декабря 1987, Лима) — перуанский футболист и тренер, победитель Кубка Америки 1975 года, вышел во второй раунд чемпионата мира 1978 года со сборной Перу. Погиб, когда был тренером клуба «Альянса Лима», в авиакатастрофе, произошедшей 8 декабря 1987 года.

## Тренерская карьера
Кальдерон начал свою карьеру футболиста в клубе «Карлос Конча», после чего в 1950-е годы выступал на профессиональном уровне в составе клуба «Спорт Бойз». После окончания игровой карьеры в 1956 году остался в клубе и стал помощником главного тренера, а в 1958 году сам возглавил тренерский штаб клуба «Спорт Бойз», выиграв в том же году чемпионат Перу.
В 1963 году он был тренером клуба «Дефенсор Лима», после чего стал главным тренером команды «Университарио» и тренировал команду из Лимы четыре года. За это время он трижды выигрывал чемпионат Перу в 1964, 1966 и 1967 годах.
Затем в течение 1965—1967 годов возглавлял тренерский штаб сборной Перу, после чего тренировал клуб «Дефенсор Арика». В 1972—1974 годах он руководил столичным клубом «Спортинг Кристал», с которым выиграл чемпионат Перу в 1972 году. Ещё один титул он выиграл в 1975 году, когда тренировал команду «Альянса Лима».
В 1975—1979 годах Кальдерон во второй раз возглавлял сборную Перу, и в 1975 году он всего во второй раз в истории сборной привел её к победе на Кубке Америки, а затем вывел Перу во второй раз в их истории на чемпионат мира. На турнире в Аргентине Перу выиграл первый групповой этап, обыграв Шотландию (3:1) и Иран (4:1) и сыграв вничью с Нидерландами (0:0). Впрочем, на втором групповом этапе перуанцы проиграли все матчи сборным Бразилии, Польши и Аргентины, вылетев таким образом с турнира.
В 1979 году Кальдерон вернулся работать в «Спортинг Кристалл» и дважды выигрывал с ним чемпионат в 1979 и 1980 годах. В 1984 году снова стал тренером клуба «Спорт Бойз», с которым выиграл ещё один титул чемпиона Перу, а в следующем 1985 году, работая в клубе «Университарио», Кальдерон выиграл свой десятый и последний титул чемпиона Перу в своей карьере. Также Кальдерон работал за границей — в Венесуэле в клубе «Депортиво Тачира», в Эквадоре в «Барселоне» (Гуаякиль) и Мексике в «УАНЛ Тигрес».

## Смерть
В 1987 году вернулся в клуб «Альянса Лима», в котором в середине 70-х годов вырастил нескольких игроков национальной сборной и завоевал титул чемпиона страны. 8 декабря 1987 года Кальдерон и большая часть команды погибли в результате авиакатастрофы, возвращаясь в Лиму после выездного матча чемпионата Перу.

## Достижения
«Спорт Бойз»
- Чемпион Перу (2): 1958, 1984

«Университарио»
- Чемпион Перу (4): 1964, 1966, 1967, 1985

«Спортинг Кристал»
- Чемпион Перу (3): 1972, 1979, 1980

«Альянса Лима»
- Чемпион Перу: 1975

Сборная Перу
- Обладатель Кубка Америки: 1975